# Weare (Nuevo Hampshire)
Weare es un pueblo ubicado en el condado de Hillsborough en el estado estadounidense de Nuevo Hampshire. En el Censo de 2010 tenía una población de 8.785 habitantes y una densidad poblacional de 56,64 personas por km².

## Geografía
Weare se encuentra ubicado en las coordenadas 43°4′41″N 71°42′13″O / 43.07806, -71.70361. Según la Oficina del Censo de los Estados Unidos, Weare tiene una superficie total de 155.1 km², de la cual 152.39 km² corresponden a tierra firme y (1.75%) 2.71 km² es agua.

## Demografía
Según el censo de 2010, había 8.785 personas residiendo en Weare. La densidad de población era de 56,64 hab./km². De los 8.785 habitantes, Weare estaba compuesto por el 97.73% blancos, el 0.24% eran afroamericanos, el 0.31% eran amerindios, el 0.41% eran asiáticos, el 0.02% eran isleños del Pacífico, el 0.23% eran de otras razas y el 1.06% pertenecían a dos o más razas. Del total de la población el 1.18% eran hispanos o latinos de cualquier raza.